# Gouvernement Pleven I
Quatrième République
Henri Queuille II Henri Queuille III
Le premier gouvernement René Pleven a été le gouvernement de la France du 12 juillet 1950 au 28 février 1951.
René Pleven est investi par l'Assemblée nationale par 337 voix contre 185.

## Chronologie

### 1950
- 4 juillet : chute du deuxième gouvernement Henri Queuille.
- 12 juillet : début du gouvernement René Pleven.
- 7 septembre : opération Boléro-Paprika : arrestation, déportation ou expulsion de 288 étrangers, réfugiés espagnols pour la plupart, soupçonnés de « subversion communiste ».
- 19 octobre : à la suite de la lourde défaite militaire à la bataille de la RC 4 face aux forces indépendantistes menées par Võ Nguyên Giáp, Pierre Mendès France critique la politique française et la guerre menée en Indochine.
- 30 novembre : la loi relève de 12 à 18 mois la durée du service militaire et fait précéder l'appel sous les drapeaux d'examens de présélection, les « 3 jours ».

### 1951
- 28 février : chute du gouvernement René Pleven.
- 10 mars : début du troisième gouvernement Henri Queuille.

## Composition

### Président du Conseil
| Image | Fonction             |  | Nom         | Parti |
| ----- | -------------------- |  | ----------- | ----- |
|       | Président du Conseil |  | René Pleven | UDSR  |

### Ministres d'État
| Image | Fonction                                                      |  | Nom             | Parti |
| ----- | ------------------------------------------------------------- |  | --------------- | ----- |
|       | Ministre d'État, chargé des Relations avec les États associés |  | Jean Letourneau | MRP   |
|       | Ministre d'État, chargé du Conseil de l'Europe                |  | Guy Mollet      | SFIO  |

### Ministres
| Image | Fonction                                                    |  | Nom                   | Parti      |
| ----- | ----------------------------------------------------------- |  | --------------------- | ---------- |
|       | Ministre de la Justice                                      |  | René Mayer            | RAD        |
|       | Ministres des Affaires étrangères                           |  | Robert Schuman        | MRP        |
|       | Ministre de l'Intérieur                                     |  | Henri Queuille        | RAD        |
|       | Ministre de la Défense nationale                            |  | Jules Moch            | SFIO       |
|       | Ministre de la France d'outre-mer                           |  | François Mitterrand   | UDSR       |
|       | Ministre des Finances et des Affaires économiques           |  | Maurice Petsche       | PPUS, CNIP |
|       | Ministre du Budget                                          |  | Edgar Faure           | RAD        |
|       | Ministre de l'Éducation nationale                           |  | Pierre-Olivier Lapie  | SFIO       |
|       | Ministre des Travaux publics, des Transports et du Tourisme |  | Antoine Pinay         | CNI, CNIP  |
|       | Ministre de l'Agriculture                                   |  | Pierre Pflimlin       | MRP        |
|       | Ministre du Commerce et de l'Industrie                      |  | Jean-Marie Louvel     | MRP        |
|       | Ministre du Travail et de la Sécurité sociale               |  | Paul Bacon            | MRP        |
|       | Ministre des Anciens combattants et Victimes de guerre      |  | Louis Jacquinot       | CNI, CNIP  |
|       | Ministre de la Santé publique et de la Population           |  | Pierre Schneiter      | MRP        |
|       | Ministre de la Reconstruction et de l'Urbanisme             |  | Eugène Claudius-Petit | UDSR       |
|       | Ministre des PTT                                            |  | Charles Brune         | RAD        |
|       | Ministre de la Marine marchande                             |  | Gaston Defferre       | SFIO       |
|       | Ministre de l'Information                                   |  | Albert Gazier         | SFIO       |
|       | Ministre                                                    |  | Paul Giacobbi         | RAD        |

### Secrétaires d'État
| Image | Fonction                                                                  |  | Nom                                               | Parti      |
| ----- | ------------------------------------------------------------------------- |  | ------------------------------------------------- | ---------- |
|       | Secrétaire d'État à la Présidence du Conseil                              |  | Maurice Bourgès-Maunoury                          | RAD        |
|       | Secrétaire d'État à la Fonction publique et à la Réforme administrative   |  | Pierre Métayer                                    | SFIO       |
|       | Secrétaire d'État à l'Intérieur                                           |  | Eugène Thomas                                     | SFIO       |
|       | Secrétaire d'État aux Forces armées (guerre)                              |  | Max Lejeune                                       | SFIO       |
|       | Secrétaire d'État aux Forces armées (marine)                              |  | André Monteil                                     | MRP        |
|       | Secrétaire d'État aux Forces armées (air)                                 |  | André Maroselli                                   | RAD        |
|       | Secrétaire d'État aux Affaires économiques                                |  | Robert Buron                                      | MRP        |
|       | Secrétaire d'État à l'Enseignement technique, à la Jeunesse et aux Sports |  | André Morice                                      | RAD        |
|       | Secrétaire d'État à l'Industrie et au Commerce                            |  | André Guillant                                    | MRP        |
|       | Secrétaire d'État à l'Agriculture                                         |  | Paul Antier (à partir du 2 octobre 1950)          | PPUS, CNIP |
|       | Secrétaire d'État à la France d'outre-mer                                 |  | Lucien Coffin                                     | SFIO       |
|       | Secrétaire d'État à la France d'outre-mer                                 |  | Louis-Paul Aujoulat (à partir du 13 juillet 1950) | MRP        |
|       | Secrétaire d'État à la Santé publique et à la Population                  |  | Jules Catoire                                     | MRP        |